# Lee Su-hwan (cầu thủ bóng đá)
Đây là một tên người Triều Tiên, họ là Lee.
Lee Su-hwan (sinh ngày 3 tháng 3 năm 1984) là một cầu thủ bóng đá Hàn Quốc hiện tại thi đấu cho Cheonan City FC.

## Thống kê sự nghiệp
Tính đến 30 tháng 8 năm 2009
| Thành tích câu lạc bộ | Thành tích câu lạc bộ | Thành tích câu lạc bộ | Giải vô địch | Giải vô địch | Cúp     | Cúp       | Cúp Liên đoàn | Cúp Liên đoàn | Châu lục | Châu lục  | Tổng cộng | Tổng cộng |
| Mùa giải              | Câu lạc bộ            | Giải vô địch          | Số trận      | Bàn thắng    | Số trận | Bàn thắng | Số trận       | Bàn thắng     | Số trận  | Bàn thắng | Số trận   | Bàn thắng |
| Hàn Quốc              | Hàn Quốc              | Hàn Quốc              | Giải vô địch | Giải vô địch | Cúp KFA | Cúp KFA   | Cúp Liên đoàn | Cúp Liên đoàn | Châu Á   | Châu Á    | Tổng cộng | Tổng cộng |
| --------------------- | --------------------- | --------------------- | ------------ | ------------ | ------- | --------- | ------------- | ------------- | -------- | --------- | --------- | --------- |
| 2003                  | Pohang Steelers       | K League              | 0            | 0            | 0       | 0         | -             | -             | -        | -         | 0         | 0         |
| 2004                  | Pohang Steelers       | K League              | 1            | 0            | 1       | 0         | 5             | 0             | -        | -         | 7         | 0         |
| 2005                  | Pohang Steelers       | K League              | 1            | 0            | 0       | 0         | 0             | 0             | -        | -         | 1         | 0         |
| 2006                  | Pohang Steelers       | K League              | 0            | 0            | 1       | 0         | 0             | 0             | -        | -         | 1         | 0         |
| 2007                  | Gwangju Sangmu        | K League              | 0            | 0            | 1       | 0         | 0             | 0             | -        | -         | 1         | 0         |
| 2008                  | Gwangju Sangmu        | K League              | 0            | 0            | 0       | 0         | 1             | 0             | -        | -         | 1         | 0         |
| 2009                  | Pohang Steelers       | K League              | 0            | 0            | 0       | 0         | 0             | 0             | 0        | 0         | 0         | 0         |
| 2009                  | Cheonan City FC       | N-League              | 1            | 0            | 0       | 0         | -             | -             | -        | -         | 1         | 0         |
| Tổng cộng sự nghiệp   | Tổng cộng sự nghiệp   | Tổng cộng sự nghiệp   | 3            | 0            | 3       | 0         | 6             | 0             | -        | -         | 12        | 0         |